# Juanjo Ciércoles
Juan José "Juanjo" Ciercoles Sagra, född 27 maj 1988, är en spansk före detta fotbollsspelare.

## Karriär
Den 8 januari 2018 värvades Ciercoles av GIF Sundsvall. Han gjorde allsvensk debut den 2 april 2018 i en 0–0-match mot Örebro SK. I juli 2020 lämnade Ciercoles klubben. I mars 2021 meddelade Ciercoles att han avslutade sin fotbollskarriär.